# Матлак Олег Сергійович
Оле́г Сергі́йович Матла́к (25 квітня 1987 — 26 серпня 2015) — старший солдат Збройних сил України, учасник російсько-української війни.

## Життєпис
Народився 1987 року в місті Жовті Води Дніпропетровської області. 2003 року закінчив 9 класів комунального закладу «Жовтоводський начально-виховний комплекс № 6 „Перспектива“», 2005-го — жовтоводське ВПУ № 70, за спеціальністю «електрогазозварник». Працював за професією. Пройшов строкову військову службу в лавах ЗСУ.
у квітні 2015 року мобілізований, старший солдат, командир бойової машини—командир відділення 2-го взводу 2-ї мотопіхотної роти, 40-ва окрема артилерійська бригада.
26 серпня 2015 року загинув від смертельного поранення внаслідок обстрілу терористами з РСЗВ «Град» під селом Прохорівка Волноваського району — снаряд влучив у бліндаж, загинуло 4 бійців — Олег Середюк, Олександр Гуменюк, Валерій Головко, Олег Матлак.
Без Олега лишилися батьки, дружина та донька 2008 р.н.
4 вересня 2015 року похований в Жовтих Водах.

## Нагороди та вшанування
За особисту мужність, сумлінне та бездоганне служіння Українському народові, зразкове виконання військового обов'язку відзначений — нагороджений
- орденом «За мужність» ІІІ ступеня (16.1.2016, посмертно)[1]
- 1 червня 2016 року на фасаді будівлі жовтоводського навчально-виховного комплексу № 6 «Перспектива» відкрито меморіальну дошку Олегу Матлаку.